# گو شیائوتینگ
گو شیائوتینگ (چینی: 郭晓婷; پین‌یین: Guō Xiǎotíng؛ زادهٔ ۲ ژانویه ۱۹۹۳) بازیگر اهل چین است. او در سال ۲۰۱۵ از آکادمی تئاتر شانگهای فارغ‌التحصیل شد.

## اوایل زندگی
گو شیائوتینگ زادهٔ شانگهای، چین در ۲ ژانویه ۱۹۹۳ است. گو در سال ۱۹۹۹ در نخستین مجموعه تلویزیونی خود به نام گفتگوی عشق به عنوان بازیگر کودک ایفای نقش کرد. او سپس به عنوان کودک در چندین مجموعه دیگر حضور پیدا کرد.